# تونيا تيسديل
تونيا تيسديل (بالإنجليزية: Tonia Tisdell) (20 مارس 1992 بليبيريا - ) هو لاعب كرة قدم ليبيري في مركز الوسط. شارك مع منتخب ليبيريا لكرة القدم. أما مع النوادي، فقد لعب مع أنقرة غوجو وشانلي أورفا سبور وعثمانلي سبور وكارسياكا ومرسين إيدمانيوردو ونادي كارديمير كارابوك سبور.

## وصلات خارجية
- تونيا تيسديل على موقع الاتحاد الدولي (مؤرشف)  (الإنجليزية)
- تونيا تيسديل على موقع اتحاد تركيا (لاعب) (الإنجليزية)
- تونيا تيسديل على موقع قاعدة بيانات كرة القدم.إي يو (الإنجليزية)
- تونيا تيسديل على موقع ناشيونال فوتبول تيمز (الإنجليزية)
- تونيا تيسديل على موقع Soccerway.com (الإنجليزية)
- تونيا تيسديل على موقع عالم كرة القدم.نت (الإنجليزية)
- تونيا تيسديل على موقع AS.com (الإسبانية)